# Pfofeld
Pfofeld – miejscowość i gmina w Niemczech, w kraju związkowym Bawaria, w rejencji Środkowa Frankonia, w regionie Westmittelfranken, w powiecie Weißenburg-Gunzenhausen, wchodzi w skład wspólnoty administracyjnej Gunzenhausen. Leży około 13 km na północny zachód od Weißenburg in Bayern, przy drodze B13 i linii kolejowej Nördlingen – Pleinfeld.

## Dzielnice
W skład gminy wchodzą następujące dzielnice: Pfofeld, Langlau, Thannhausen i Gundelshalm.

## Demografia
| Rok  | Liczba mieszk. |
| ---- | -------------- |
| 1970 | 1259           |
| 1987 | 1180           |
| 2000 | 1443           |

## Oświata
(na 1999)

W gminie znajduje się 75 miejsc przedszkolnych (66 dzieci).